# Marco Scano
Marco Scano (Cagliari, 25 aprile 1945) è un ex pugile italiano, Campione europeo dei pesi welter.

## Biografia

### Carriera amatoriale
Nato nel giorno della Liberazione a Cagliari, ha iniziato a praticare il pugilato a 14 anni, esordendo l'anno successivo e conquistando il titolo italiano Novizi nel 1961.
È stato campione mondiale militare nel 1965, a Monaco di Baviera. 
A 23 anni ha fatto parte della sfortunata spedizione italiana ai Giochi della XIX Olimpiade di Città del Messico del 1968. Scano fu infatti uno dei 5 pugili italiani su 11 che persero nei preliminari con un verdetto di 3-2. Fu infatti eliminato nei pesi welter (67 kg), al 2º turno, battuto dal messicano Alfonso Ramírez, con tale contrastata decisione. 

### Carriera professionistica
Passato al professionismo nel 1969, nel 1971 ha conquistato il titolo italiano dei pesi welter, battendo per KO tecnico Giovanni Zampieri a Porto Santo Stefano. 
Ha difeso la fascia tricolore per 3 volte tra 1971 e 1972, prima di lasciarla a Giuliano Nervino, riconquistarla nel 1973, riperderla e riottenerla nel 1974. 
Nel 1976 ha ottenuto il titolo europeo EBU, sempre nei welter, sconfiggendo a Cagliari il britannico di origini nevisiane Pat Thomas per KO, difendendolo una volta prima di perderlo nel 1977 contro il danese Jørgen Hansen. Ha chiuso la carriera nel 1979, a 34 anni, con uno score di 39 vittorie (22 KO), 5 sconfitte (3 KO) e 3 pareggi.
Dopo il ritiro è diventato allenatore, aprendo una palestra a Cagliari, poi trasferita a Quartu Sant'Elena.